# واقد بن عبد الله بن عمر بن الخطاب
واقد بن عبد الله بن عمر بن الخطاب، هو ابن عبد الله بن عمر، وأمه صفية بنت أبي عبيد، ومات واقد بالسُّقْيا وهو مُحْرِم، فكفّنه ابن عمر في خمسة أثواب فيها قميص وعمامة، وعن عبد الله بن نافع، عن أبيه قال: «مات واقد بن عبد الله بالسّقْيا فصلّى عليه ابن عمر ودفنه، ثمّ دعا الأعراب فجعل يسبّق بينهم فقلتُ: دفنتَ واقدًا الساعة وأنت تسبّق بين الأعراب؟ قال: ويحك يا نافع! إذا رأيتَ الله قد غلب على أمر فالْهُ عنه.».
وَلَدَ واقدُ بن عبد الله: عبدَ الله، وأمّه أمة الله بنت عبد الله بن عيَاش بن أبي ربيعة بن المُغيرة من بني مخزوم.